# Josh Abraham
Josh Abraham (...) è un produttore discografico statunitense.
Ha lavorato con molti artisti internazionali tra cui Thirty Seconds to Mars, Velvet Revolver, Linkin Park, Justin Bieber, Limp Bizkit e Orgy. Abraham produsse l'album di esordio dei Crazy Town, The Gift of Game ed alcune canzoni che lui ha prodotto sono state usate in vari film, tra cui Zoolander e Tutto può succedere - Something's Gotta Give. Produsse anche il decimo album degli Slayer, Christ Illusion.